# دراگوواتس (پوژارواتس)
دراگوواتس (به صربی: Dragovac) یک منطقهٔ مسکونی در صربستان است که در ناحیه برانیچوو واقع شده‌است. دراگوواتس ۹۱۰ نفر جمعیت دارد.